# مخطط الهندسة المعمارية
المخطط التالي يمثل خطوط عريضة والدليل الموضعي للهندسة المعمارية:
العمارة هي فن وعلم تصميم وتخطيط وتشييد المباني والمنشآت ليغطي بها الإنسان احتياجات مادية أو معنوية وذلك باستخدام مواد وأساليب إنشائية مختلفة. قد تصبح الأعمال المعمارية مع جودة التصميم والظروف الخارجية رمزاً ثقافياً و/أو أعمالاً فنية.